# هیز (لوئیزیانا)
هیز (به انگلیسی: Hayes) شهری در ایالت لوئیزیانا کشور ایالات متحده آمریکا است که جمعیت آن در سرشماری سال ۲۰۱۰ میلادی، ۷۸۰ نفر بوده‌است.